# Peekskill (Meteorit)
Koordinaten: 41° 17′ 10″ N, 73° 54′ 59″ W
| \| Peekskill \|                   |
| Bundesstaat New York und Umgebung |
| Peekskill                         |

Lage von Peekskill im Westchester County und im Bundesstaat New York

Der Meteorit Peekskill ist ein ursprünglich 12,4 Kilogramm schwerer, gewöhnlicher Chondrit vom Typ H6.

## Geschichte

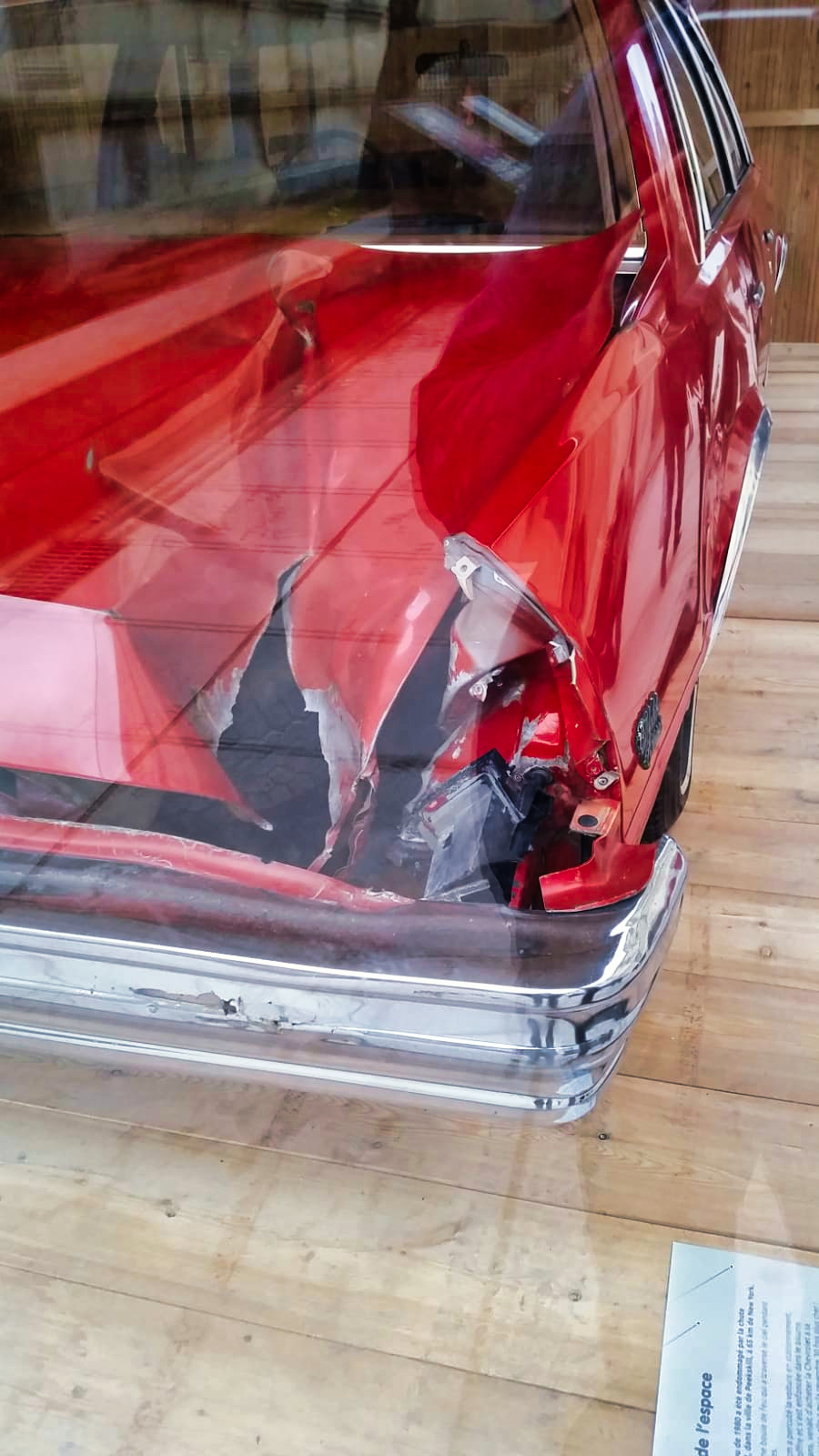
Das vom Meteoriten getroffene Auto von Michelle Knapp, ausgestellt in Paris.

Sein Fall sorgte durch die besonderen Umstände für Aufsehen, als er am 9. Oktober 1992 gegen 19:50 Uhr (Eastern Daylight Time) in Peekskill, US-Bundesstaat New York (Westchester County), in der Wells Street 207 mit lautem Knall in den Kofferraum des geparkten Chevrolet Malibu der 18-jährigen Studentin Michelle Knapp einschlug und so in der Auffahrt zum Haus ihrer Mutter landete (41° 17′ 10″ N, 73° 54′ 59″ W). Im Boden verursachte er ein 15 Zentimeter tiefes Loch. Niemand wurde verletzt.
Die Halterin des getroffenen Wagens, die glaubte, einen Autounfall gehört zu haben und nach dem Rechten sah, konnte sich davon überzeugen, dass der Stein unter dem demolierten Autoheck noch warm war. Der später als Peekskill-Meteorit bezeichnete Brocken war so groß wie ein Football und hatte rote Lackspuren auf der schwarzen, verkohlten Oberfläche seiner Schmelzkruste. Zuvor sahen an jenem Freitag mindestens 14 Bewohner von Peekskill und Umgebung sowie von südwestlich gelegenen Bundesstaaten außergewöhnliche Leuchterscheinungen am Himmel und machten teils auch Videoaufnahmen davon. Der ursprüngliche Meteoroid zerfiel bei seinem Flug durch die Erdatmosphäre in über 70 Einzelteile. Die gut dokumentierte Flugbahn der Meteore war ungewöhnlich flach. Ihre Geschwindigkeit betrug über 50.000 Kilometer pro Stunde; binnen 40 Sekunden hinterließen sie eine Leuchtspur von insgesamt 700 Kilometern Länge. Der Peekskill-Meteorit landete mit einer Geschwindigkeit von 80 Metern pro Sekunde und blieb das einzige aufgefundene Fragment.
Der Meteoritensammler Allan Langheinrich kaufte Michelle Knapp den vom Einschlag gezeichneten 1980er Chevrolet Malibu Classic V8 ab und tourte mit ihm und einem 656 Gramm schweren, abgesägten Teil des Steinmeteoriten zur Verleihung an Ausstellungen um die Welt.
Die Masse des ursprünglichen Meteoroiden wird auf reichlich 20 Tonnen geschätzt. Durch die Videoaufnahmen konnte seine Bahn zurückverfolgt werden. Demnach kam er vom Innenrand des Asteroidengürtels und passierte das Innere der Erdbahn. Durch die gelungene Rückverfolgung seiner Umlaufbahn wird der Meteorit von Peekskill zu den wichtigsten Meteoriten gezählt.